# لسوی

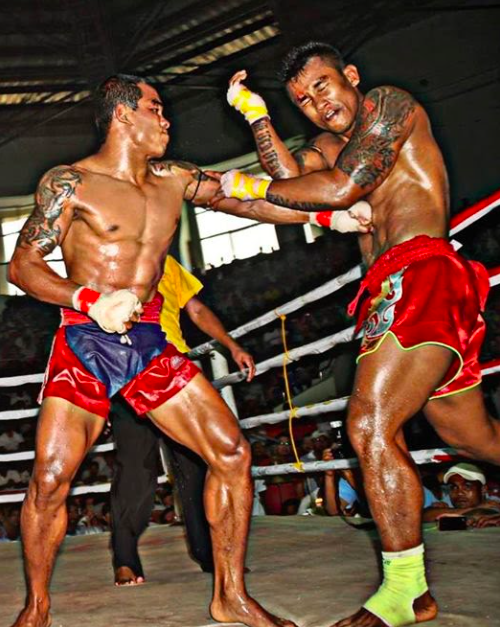

لسوی (به انگلیسی: Lethwei) یک هنر رزمی برمه‌ای است که مشت‌زنی برمه‌ای و مشت‌زنی سنتی میانماری نیز نامیده می‌شود. لسوی ریشهٔ مشترک و شباهت‌های زیادی با سایر هنرهای رزمی منطقهٔ هندوچین همچون موای تای در تایلند، موای لائو در لائوس، پرادال سری در کامبوج  و توموی در مالزی دارد.
مهم‌ترین تفاوت‌های لسوی و موآی تای این است که در لتوی ضربات سر نیز مجاز است، لتوی ورزش خشن‌تر و آزادتری شمرده می‌شود و ورزشکاران این رشته نسبت به همتایان تایلندی خود معمولاً جثهٔ بزرگتر و قد بلندتری دارند.
این هنر رزمی را می‌توان شکل دست نخورده هنرهای رزمی منطقه جنوب شرقی آسیا در نظر گرفت که نسبت به سایر ورزش های این منطقه مانند  موی تای  در   تایلند  و  پرادال سری  در  کامبوج تغییرات کمتری به خود دیده است. 
لسوی یکی از خشن ترین ورزش های رزمی جهان است که به عنوان هنر ۹ عضو نیز شناخته میشود. دلیل این نام گذاری مجاز بودن ضربات سر است که در هیچ ورزش رزمی دیگری وجود ندارد. مبارزات لسوی بیشتر متکی بر ضربات مشت ، سر ، آرنج و زانو است و ضربات پا بر خلاف موی تای و پرادال سری   از اهمیت کمتری برخوردار است . علاوه بر آن فنون گلاویزی در لسوی شدید تر از موی تای و پرادال سری است و مبارزان علاوه بر ضربه سر در گلاویزی از فنون پرتابی مانند بلند کردن و به زمین کوبیدن حریف نیز استفاده میکنند . 
قوانین مسابقات 
مسابقات این رشته در پنج راند سه دقیقه ای برگزار میشود که بین هر راند یک یا دو دقیقه وقت استراحت در نظر گرفته میشود. همچنین مبارزان این رشته از دستکش استفاده نمی‌کنند و دست های خود را به وسیله باند می‌پوشانند که  لسوی  را تبدیل به نوعی ورزش  Bar knuckle کرده است.در  لسوی  قانونی وجود دارد که اگر مبارزی  Knock down شود می‌تواند از یک وقت استراحت ویژه دو دقیقه ای استفاده کند و هر مبارز میتواند یک بار در هر مبارزه از این قانون استفاده کند . 
علاوه بر اینها در  لسوی  هیچ قانون امتیاز دهی وجود ندارد و تنها راه برد در مسابقات  Knock out کردن حریف است که مبارزات را به شدت سخت و طاقت فرسا کرده است.

## نگارخانه

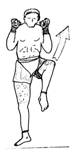
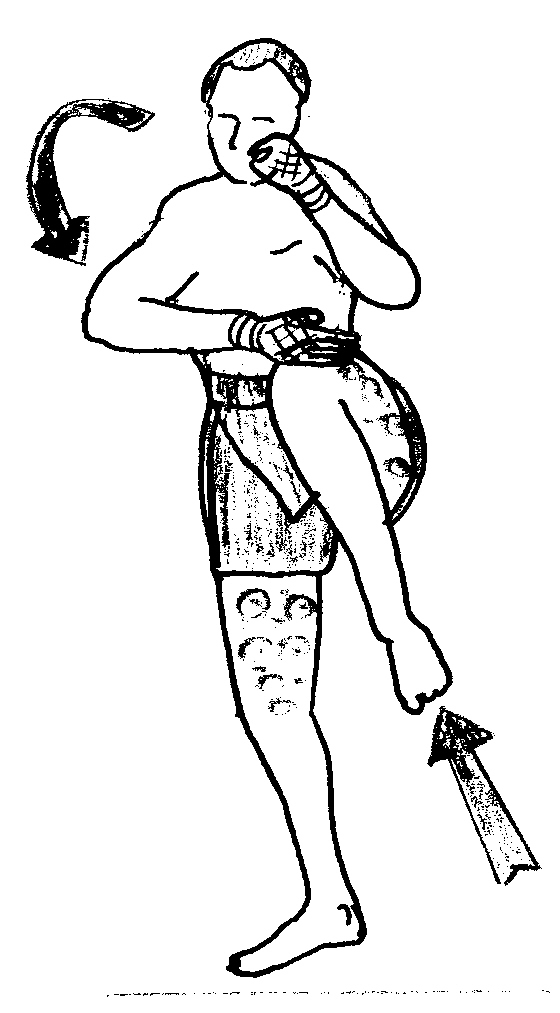
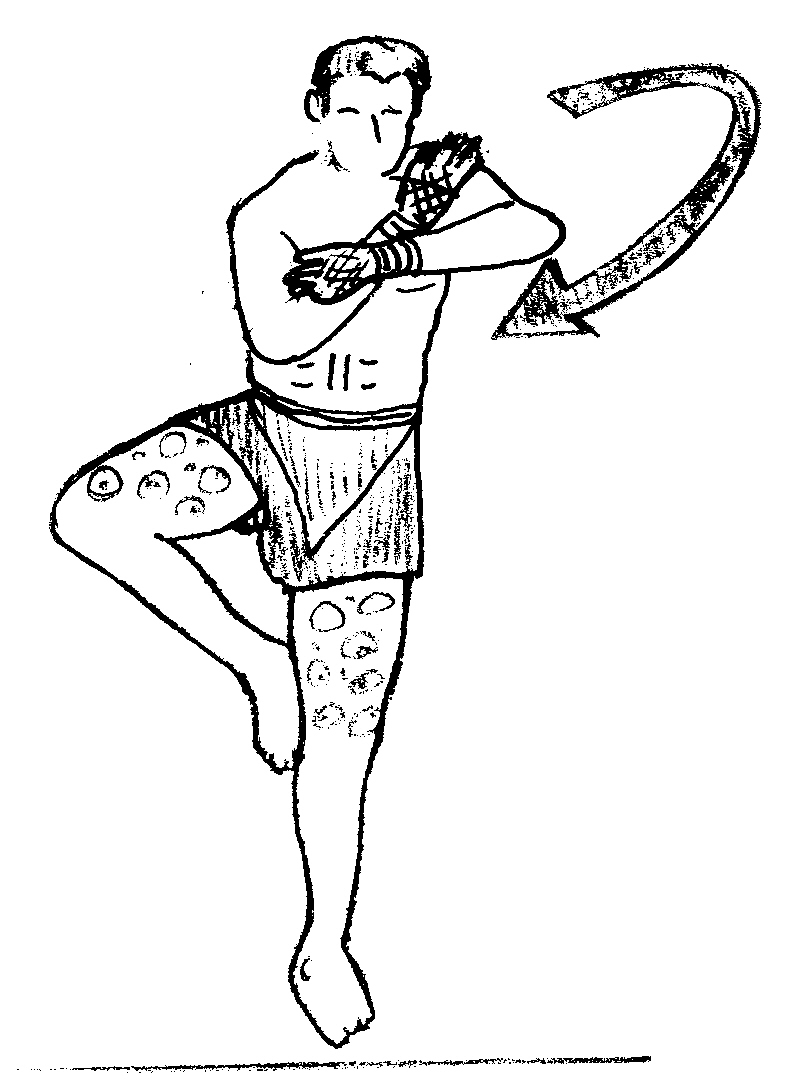
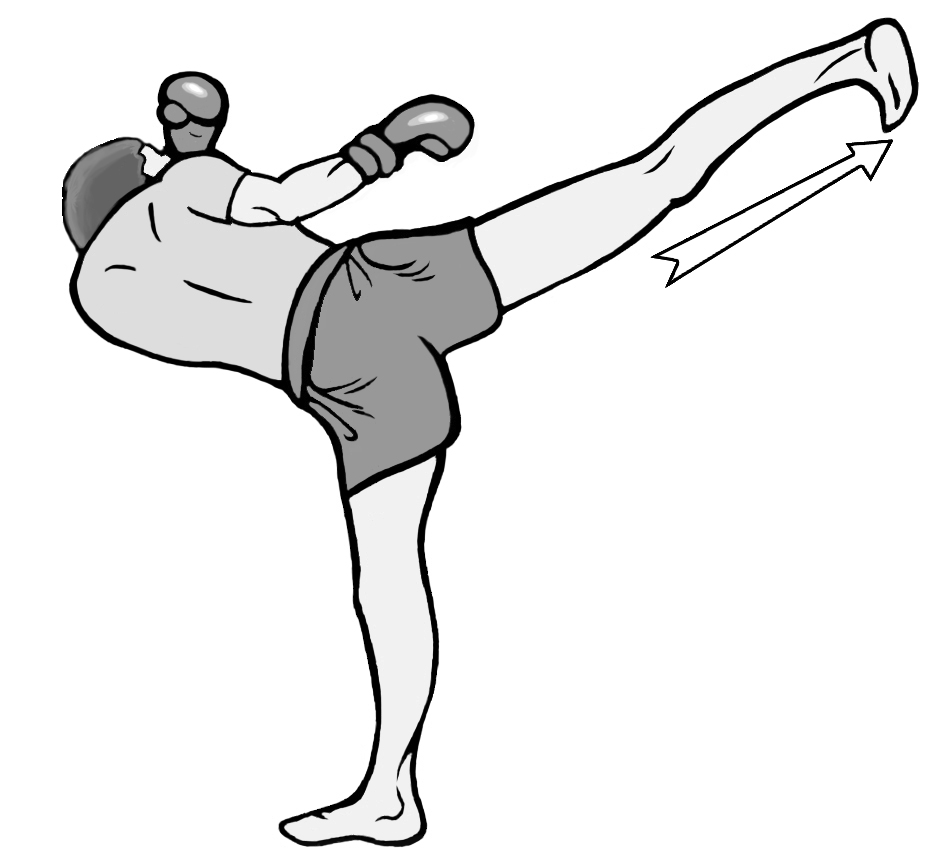